# NGC 540
NGC 540 ist eine linsenförmige Galaxie vom Hubble-Typ SB0 im Sternbild Walfisch südlich der Ekliptik. Sie ist schätzungsweise 451 Millionen Lichtjahre von der Milchstraße entfernt und hat einen Durchmesser von etwa 120.000 Lj.
Das Objekt wurde am 15. Oktober 1885  vom US-amerikanischen Astronomen Francis Preserved Leavenworth entdeckt.